# El tren bala
El tren bala es el octavo álbum de estudio de la banda de rock uruguaya El Cuarteto de Nos, editado y lanzado por el sello Manzana Verde en 1996. El disco contiene dieciocho canciones y fue bastante controversial en su momento. Fue presentado en el Teatro El Notariado

## Controversia
La primera canción del disco contenía el tema que causó una controversia muy grande, no sólo con el grupo, sino que también en todo el Uruguay, éste era «El Día que Artigas se Emborrachó», por el cual el Ministerio de Educación y Cultura de Uruguay, hizo en 1996 una denuncia penal a la justicia por entender que se estaba difamando al prócer nacional de Uruguay José Gervasio Artigas.
El juicio finalmente quedó nulo, porque el fiscal entendió que no se había cometido ningún delito. Luego intentaron que juzgara la justicia militar en plena democracia, porque se creía que vilipendiaba la bandera de Artigas. Finalmente el INAME (actual INAU) prohibió que el disco se vendiera para menores de 18 años y no se podía radiar en el horario de protección al menor. Fue el único caso de intento de censura en Uruguay de un tema musical luego del retorno de la democracia en 1985.

## Lista de canciones
| N.º   | Título                             | Letras           | Duración |  |
| 1.    | «El Día que Artigas se Emborrachó» | Roberto Musso    | 2:51     |  |
| 2.    | «Nunca Pasa Nada»                  | Santiago Tavella | 2:41     |  |
| 3.    | «Bacalao Beach»                    | Roberto Musso    | 3:06     |  |
| 4.    | «Zapatitos de Hormigón»            | Santiago Tavella | 3:26     |  |
| 5.    | «Monei»                            | Roberto Musso    | 2:44     |  |
| 6.    | «Uruguay 1 / Brasil 1»             | Roberto Musso    | 2:31     |  |
| 7.    | «Mongo y el Oficial»               | Roberto Musso    | 2:07     |  |
| 8.    | «Jaimito»                          | Santiago Tavella | 2:28     |  |
| 9.    | «Vampira»                          | Roberto Musso    | 3:24     |  |
| 10.   | «Defectos» (con Laura Canoura)     | Santiago Tavella | 3:11     |  |
| 11.   | «Grappa con Limón»                 | Ricardo Musso    | 4:36     |  |
| 12.   | «El Payaso Carambola»              | Ricardo Musso    | 3:27     |  |
| 13.   | «Problemitas»                      | Santiago Tavella | 2:08     |  |
| 14.   | «Princesa Azul»                    | Roberto Musso    | 2:46     |  |
| 15.   | «La Malquerida»                    | Santiago Tavella | 2:11     |  |
| 16.   | «No Puedo Más»                     | Roberto Musso    | 2:21     |  |
| 17.   | «El Cuarteto Tapicero»             | Ricardo Musso    | 2:33     |  |
| 18.   | «Morcillo López»                   | Roberto Musso    | 4:02     |  |
| 52:39 |                                    |                  |          |  |

## Personal
- Roberto Musso: Voz y segunda guitarra
- Riki Musso: Guitarra principal y voz
- Santiago Tavella: Bajo y voz
- Álvaro Pintos: Batería, percusiones y coros

Músicos adicionales
- Laura Canoura: Voz femenina (10)
- Javier Olivera: Trompeta (4 - 15)
- Maximiliano Angelieri: Sintetizador (16)
- Herbert Martínez: Coros y arreglos de coros (18)
- Carlitos Rodríguez: Coros (18)
- Leo Pereira: Coros (18)
- Daniel Núñez: Coros (18)
- Kleber Molinari: Coros (18)
- Leonardo Fernández: Coros (18)